# お台場めざマルシェ
お台場めざマルシェ（おだいばめざマルシェ）は、フジテレビ系朝の情報番組『めざましテレビ』がプロデュースしていた物産店である。フジテレビ本社ビルメディアタワー7階に在った。
かつては東京都中央区銀座5丁目のソニービルの隣に2010年1月22日から2011年5月8日まで「銀座めざマルシェ」として開設・運営していた。フロアは地下に新鮮食品コーナー、2階にはイベントスペース、3階から10階までが各地の物産品を販売するエリア、11階に酒、12階にはレストラン、13階にはカフェが設けられ、農産加工品などの物産品約2万点を販売していた。
お台場めざマルシェは2012年4月8日をもって閉店した。理由はフジテレビ公式HP内の「めざマルシェ」公式ページによると運営母体の「フジテレビショップ」改装が理由とのこと。